# Tuwia Borzykowski
Tuwia Borzykowski ps. „Tadek”, „R. Domski” (heb. טוביה בוז'יקובסקי, ur. 14 maja 1914 w Łodzi, zm. 9 marca 1959 w Lochame ha-Geta’ot) – działacz polityczny, uczestnik powstania warszawskiego pochodzenia żydowskiego.

## Życiorys
Borzykowski urodził się w Łodzi, pochodził z żydowskiej rodziny rzemieślniczej. Jako dziecko uczył się w chederze, następnie podjął naukę krawiectwa i wraz z rodziną przeniósł się do Radomska, gdzie później założył konspiracyjne komórki organizacji Frajhajt i Dror, w których był jednym z kluczowych działaczy, a także prowadził bibliotekę. W 1938 rozpoczął działalność w Hechaluc, gdzie odpowiadał za edukację, a także działał jako publicysta i redaktor oraz uczestniczył w podziemnym nauczaniu. Ponadto uratował przed okupantem 10 tys. książek, ukrywając je na strychu.
W 1940 przeniósł się do Warszawy, gdzie redagował czasopismo „Dror-Wolność” i publikował pod pseudonimem „R. Domski”. W 1942 dołączył do hachszary w Czerniakowie, gdzie działał do jej likwidacji. Został deportowany do getta warszawskiego, gdzie w lipcu 1942 został jednym z członków założycieli i przywódców Żydowskiej Organizacji Bojowej. Uczestniczył w walkach w styczniu 1943 oraz w powstaniu w getcie warszawskim w kwietniu 1943 na terenie getta „centralnego” w grupie Josefa Farbera. W ramach konspiracji używał pseudonimu „Tadek”. 
Po ucieczce kanałami z getta walczył m.in. w powstaniu warszawskim oraz dołączył do Kompanii Żydowskich Bojowników Armii Ludowej, w ramach której uczestniczył w walkach z Niemcami jesienią 1944. Po II wojnie światowej próbował reaktywować ruch Hechaluc w Polsce, działał jako instruktor, nauczyciel i redaktor. Był również jednym z liderów Szerit ha-Pleta w Polsce.
Jest autorem wspomnień „Wśród walących się murów”, wydanych w jidysz w Polsce, a następnie również w języku hebrajskim, angielskim i rosyjskim, opublikowanych przed emigracją do Izraela w 1949. Po emigracji do Izraela zaangażował się w działalność Muzeum Bojowników Getta.
Został odznaczony Orderem Krzyża Grunwaldu.